# Chico Mendes
Francisco Alves Mendes Filho, znany jako Chico Mendes (ur. 15 grudnia 1944, zm. 22 grudnia 1988) – brazylijski chłop z Amazonii, działacz związkowy i obrońca naturalnej przyrody amazońskiej. 
Nawoływał do wstrzymania wyrębu naturalnych lasów deszczowych Amazonii i zamieniania ich w bezdrzewne pastwiska. Założyciel narodowego stowarzyszenia wolnych rolników broniących lasów deszczowych jako swego miejsca gospodarczego wykorzystania bez niszczenia istotnych wartości posiadanych przez te lasy. Zamordowany w 1988 przez zwolenników latyfundystów chcących przekształcić Amazonię w krainę pastwisk dla bydła.

## Upamiętnienie
O Chico Mendesie powstała książka pt. Fronteiras de Sangue (pol. Krwawe granice). Z inspiracji nią brazylijska grupa muzyczna Sepultura stworzyła utwór „Ambush”, wydany na płycie Roots w 1996. Na koniec piosenki słychać trzy strzały z broni palnej stanowiące analogię do sposobu zabicia Mendesa.
W 1994 premierę miał film fabularny pt. The Burning Season w reżyserii John Frankenheimera, w którym postać odtwarzał Raúl Juliá.